# Centro Financiero Confinanzas
Centro Financiero Confinanzas noto anche come Torre de David, è il terzo grattacielo più alto del Venezuela dopo le torri gemelle del complesso Parque Central. Sorge nella capitale, Caracas.
La costruzione della torre cominciò nel 1990 e, al 2012, non è ancora terminata.
La torre è soprannominata "di David" dal nome del principale investitore nella costruzione, il finanziere David Brillembourg, morto nel 1993. Durante la crisi bancaria del Venezuela, nel 1994, il governo ha acquisito la proprietà dell'edificio, che è rimasto incompleto per mancanza di fondi. Nell'edificio mancavano ascensori, impianti elettrici, acqua corrente, infissi ai balconi e alle finestre e in molte parti anche porzioni di mura.
Nel 2007, gli enormi problemi abitativi nella capitale del Venezuela hanno spinto centinaia di famiglie a occupare l'edificio. Gli attuali occupanti hanno creato alcuni servizi di base: per esempio, l'acqua corrente arriva fino al ventiduesimo piano, anche se i residenti occupano gli ambienti fino al ventottesimo. All'interno della torre esistono in modo del tutto abusivo negozi e persino uno studio dentistico. Alcuni degli occupanti hanno persino automezzi parcheggiati nel garage dell'edificio.
Il complesso originariamente doveva avere sei edifici, le torri A e B di 190 metri con un eliporto, altri due edifici serventi, la lobby e un parcheggio di 12 piani.
Considerato il palazzo occupato più grande del mondo, il Centro è stato recentemente oggetto del progetto Gran Horizonte, portato avanti da Urban Think-Tank e dall'architetto Justin McGuirk, premiato con il Leone d'oro alla Biennale di architettura di Venezia del 2012.